# Kungariket Polen (1025–1385)
Kungariket Polen var en polsk statsbildning under huset Piast som varade från Boleslav I:s kröning till polsk kung 1025 till personalunionen med storfurstendömet Litauen under den Jagellonska ätten 1385.

## Tidig historia
Det polska riket tycks i sin begynnelse ha uppstått genom en sammanslutning av flera västslaviska stammar på de fruktbara slätterna mellan Warta, Noteć och Wisła. Enligt sagan var bonden Piast dessa stammars förste gemensamme behärskare och tillika stamfader för Polens äldsta nationella fursteätt. Dennes ättling i fjärde led var Mieszko (Mieczyslaw), med vilken polska rikets historia egentligen början. Han tvingades av markgreven Gero I att erkänna den tyske kejsarens, Otto I:s, överhöghet (963), och han förmåddes 966 av sin gemål, en böhmisk furstedotter, att omfatta den romerskkatolska kristendomen, vilken genom tyska missionärers predikan och efter många strider till sist blev Polens härskande religion. Redan under Mieszkos dagar inrättades det första biskopsdömet, i Poznań.
Mieszkos son och efterträdare, Boleslav I, "den djärve", de nordiska sagornas Burislev (992-1025), blev en av Polens mäktigaste regenter. Han utvidgade betydligt sitt rikes gränser, erövrade en del av nedre Wisła-området, Pommerellen med Gdańsk, under strider med preussarna, underlade sig Schlesien och Mähren jämte de sydpolska provinserna Kraków och Sandomierz, det s.k. Lillpolen, som förut stått under Böhmens övervälde, men sökte förgäves erövra Böhmen. Vid kejsar Otto III:s vallfartsbesök i Gniezno 1000 förstod Boleslav att befria sig från varje tributskyldighet och intog sedan en faktiskt självständig ställning. Vid samma tillfälle upprättades i Gniezno ett polskt ärkebiskopsdöme och under detta biskopsdömen i Wrocław, Kraków och Kołobrzeg.

## Polen blir kungadöme
Till kejsar Henrik II kom Polen i fientligt förhållande på grund av rivalitet om Böhmen: polackerna bröt gång på gång in i Tyskland, och en tysk här anföll Polen, dock utan framgång (1005); kriget uppblossade åter 1015, men slöt med freden i Bautzen 1018. Boleslav inblandade sig också i de ryska tronstridigheterna och erövrade delar av Rödryssland. Kort före sin död antog han konungatiteln (1025).
Under hans efterföljare förlorades Mähren och Rödryssland, och riket försvagades genom tronstridigheter, med eller utan inblandning från tysk sida. Boleslav II ("den djärve", 1058-81) restaurerade konungadömet (1076) och sökte sitt stöd i den av Gregorius VII reformerade påvekyrkan, men drevs i landsflykt, sedan han gjort sig skyldig till dråp på en uppstudsig biskop ("den helige" Stanislaus, 1079). Efter fortsatta tron- och kyrkostridigheter bestegs tronen av Boleslav III ("den snedmynte", 1102-39), som framför allt upptogs av fejder med pommerska hövdingar och därvid trädde i vänskaplig förbindelse med danskarna, medan han underlade sig Pommern ända till Stettin, lät han biskop Otto av Bamberg missionera inom det ännu hedniska folket. I sitt testamente förordnade han, i anslutning till redan hälft utbildad hävd, att vid rikets delning mellan hans söner den äldste som "storfurste" med säte i Krakau skulle äga vissa företrädesrättigheter, som grundlade hans "principat". Han hade att representera riket utåt, besätta ärkebiskopsstolen och ha till sitt förfogande de viktigaste borgarna i landet. Principatet skulle framgent tillfalla den äldste inom ätten, ett stadgande, som dock redan 1181 genom påvligt ingripande ändrades därhän, att i stället primogenitur infördes. Uttolkningen av dessa konkurrerande bestämmelser skulle leda till långvariga strider. Under Kasimir II ("den rättrådige", 1177-94) erhöll klerus sitt första stora frihetsbrev (1180), och i det följande århundradet fick den sina flesta önskemål privilegiefästa.

## Splittring
Statens ställning försvagades alltmer: under Boleslav V ("den blygsamme", 1227-79) sönderföll Polen i nio delfurstendömen, och härskaren i ett av dessa, Henrik I av Schlesien, blev till sin död (1238) den mäktigaste i landet. Det var hans son Henrik II som vid Mongolväldets infall i Syd-Polen 1241 kastade sig emot dem och förlorade livet i slaget vid Liegnitz. En annan av dessa delfurstar, Konrad av Masovien, som fört hårda fejder mot de hedniska pruserna, inkallade 1225 den tyska orden till Kulmområdet; dessa krigiska missionärer skulle med tiden bli Polens farligaste fiender.
Vid 1200-talets utgång räknades sexton delfurstendömen, och landet var värre än någonsin plågat av inre fejder. Förhållandet blev bättre, sedan kung Wenzel III av Böhmen ingripit i dessa för att 1300 själv låta kröna sig till Polens kung; den nya dynastin utslocknade visserligen med hans son 1306, men przemyslidernas korta regemente lämnade dock spår efter sig i Polens historia.

## Polen återförenas
Riksenheten, vilken de flesta redan lärt sig uppskatta, uppehölls efter åtskilliga fejder under Vladislav I av Polen (1306-33) och var sedan inte allvarligt hotad; endast i Masovien bibehöll sig en särskild furstlig linje. Vladislav, som 1320 lät kröna sig i Krakau, upptogs sedan av kampen mot Tyska orden, som lagt Pommerellen med Danzig under sitt välde; han hade samtidigt att strida med Böhmen och måste se Kujavien stanna i ordens händer.
Hans son Kasimir den store (1333-70) kom utan strid på tronen, men måste 1335 köpa fred med Böhmen genom att avstå från de schlesiska furstendömena, vilka sedan länge graviterade åt detta rike. I mellanhavandet med Tyska orden hade han påvens understöd, men måste vid uppgörelsen (i Kalisz 1343) erkänna dess besittning av Pommerellen mot Kujaviens återlämnande. Om han därmed måste taga följderna av Polens genomlevda svaghetsperiod, utvidgade han sitt rike i sydöst genom att underlägga sig stora delar av det nuvarande Galizien och Volynien, bebodda företrädesvis av lillryssar och invandrade armenier; bytet kostade honom visserligen en lång kamp med det rivaliserande Litauen.
I det inre bedrev han ett framgångsrikt arbete för rikets enande särskilt genom rättssedvänjornas utjämning och kodifiering (statuten i Wiślica 1347 och 1368), varvid naturligtvis herremännens råd inhämtades. Den lokala partikularismen, framträdande icke minst i motsatsen mellan Stor- och Lillpolen, kunde dock inte helt nedbrytas. I sitt arbete för rikets materiella förkovran hade han framför allt hjälp av de tyske kolonister, som från mitten av 1200-talet i väldiga skaror inkallats i landet (först av kloster, sedan av furstar och stormän) och som vid sina nyodlingar förstod att använda långt bättre metoder än Polens egen befolkning, liksom de grundat de första egentliga städerna i Polen. De hade medfört sitt hemlands rätt (särskilt sådan den utbildats i Magdeburg) och levt under dess hägn, stundom hänskjutande sina tvister till en rikstysk domstol. Denna vana sökte Kasimir avskaffa genom en organiserad inhemsk rättskipning för sina tyska undersåtar (1356). Judarnas rättsliga ställning ordnades likaså genom särskild lagstiftning (1367), och armenierna erhöll under en egen biskop (i Lemberg sedan 1367) erkänd särställning och fri religionsutövning.
Polens andliga odling fick en medelpunkt i det 1364 upprättade universitetet i Kraków. Kasimir efterträddes i enlighet med tidigare arvsavtal av sin systerson Ludvig av Ungern (1370 -82), som framför allt bemödade sig att skaffa en av sina döttrar, Maria eller Hedvig, successionen, men måste köpa denna dyrt av rikets magnater. Genom fördraget i Kåschau (Koszycy) 1374 befriades adeln från alla extraordinarie pålagor och tillförsäkrades ersättning för krigstjänst utom rikets gränser, det var szlachtans första stora frihetsbrev.

## Författning
Polens författning under nu skildrade period företer i övrigt mindre individuella drag än senare, då adelsväldet nått sin fulla utbildning. Överensstämmelsen med västra Europas förhållanden beror säkerligen ofta på ett över Böhmen förmedlat inflytande. Den latinska terminologin kan visserligen vara vilseledande eller svårtolkad. Man möter i varje fall som på andra håll adeln under namn av milites, nobiles, man finner den i hovtjänst och som läntagare. Furstens makt synes från början oinskränkt; om hans överläggningar (colloquia) med sina tromän är intet närmare bekant. Vid riksstyrelsen biträdes han i sitt (städse växlande) residens av kansler, skattmästare och palatinus; som den senare bland annat närmast under fursten är härens befälhavare, kallar man honom också wojewoda ("härförare"). På de många borgarna med tillhörande slottslän insätter han ståthållare, som i början kallas comites, men sedermera castellani. Vid rikets sammansmältning bibehölls dessa ämbeten i de forna delfurstendömena, men de fick numera en provinsiell karaktär och förlorade det mesta av sina befogenheter. Som den centrala regeringsmaktens organ (brachium regale) i vojvodskapen (palatinatus) uppträda från przemyslidernas tid starosterna, i början en för varje vojvodskap, men senare en för varje slottslän.